# Frades (Póvoa de Lanhoso)
Frades é uma localidade portuguesa do Município de Póvoa de Lanhoso que foi sede da extinta Freguesia de Frades, freguesia que tinha 4,13 km² de área e 270 habitantes (2011), e, por isso, uma densidade populacional de 65,4 hab/km².
A Freguesia de Frades foi extinta (agregada) pela última Reorganização administrativa do território das freguesias, de acordo com a Lei nº 11-A/2013 de 28 de Janeiro, tendo o seu território sido agregado ao da Freguesia de Calvos para constituir a União de Freguesias de Calvos e Frades com sede em Calvos.

## População
| População da freguesia de Frades (1864 – 2011) | População da freguesia de Frades (1864 – 2011) | População da freguesia de Frades (1864 – 2011) | População da freguesia de Frades (1864 – 2011) | População da freguesia de Frades (1864 – 2011) | População da freguesia de Frades (1864 – 2011) | População da freguesia de Frades (1864 – 2011) | População da freguesia de Frades (1864 – 2011) | População da freguesia de Frades (1864 – 2011) | População da freguesia de Frades (1864 – 2011) | População da freguesia de Frades (1864 – 2011) | População da freguesia de Frades (1864 – 2011) | População da freguesia de Frades (1864 – 2011) | População da freguesia de Frades (1864 – 2011) | População da freguesia de Frades (1864 – 2011) |
| ---------------------------------------------- | ---------------------------------------------- | ---------------------------------------------- | ---------------------------------------------- | ---------------------------------------------- | ---------------------------------------------- | ---------------------------------------------- | ---------------------------------------------- | ---------------------------------------------- | ---------------------------------------------- | ---------------------------------------------- | ---------------------------------------------- | ---------------------------------------------- | ---------------------------------------------- | ---------------------------------------------- |
| 1864                                           | 1878                                           | 1890                                           | 1900                                           | 1911                                           | 1920                                           | 1930                                           | 1940                                           | 1950                                           | 1960                                           | 1970                                           | 1981                                           | 1991                                           | 2001                                           | 2011                                           |
| 369                                            | 341                                            | 301                                            | 329                                            | 361                                            | 356                                            | 341                                            | 378                                            | 381                                            | 425                                            | 351                                            | 363                                            | 356                                            | 318                                            | 270                                            |